# Fremmedarbejder (film)
Fremmedarbejder er en dansk dokumentarfilm fra 1973, der er instrueret af Jørgen Hagen Humle.

## Handling
Filmen søger gennem samtaler og fremprovokerede situationer at gøre rede for og diskutere nogle fremmedarbejderes forhold til forskellige sider af den danske kultur.